# Campionat del Món de X-Trial 2012
|  | Per al campionat del món a l'aire lliure d'aquell any, vegeu Campionat del Món de Trial 2012 |

La temporada de 2012 del Campionat del Món de X-Trial fou la 20a edició d'aquest campionat, organitzat per la FIM. El calendari oficial constava de 7 proves puntuables, celebrades entre el 13 de gener i el 31 de març. Una de les proves destacades va ser el Trial Indoor de Palma, disputat el 10 de març.
Toni Bou va guanyar el sisè dels seus 19 campionats mundials indoor (a data de 2025), de nou, després de guanyar totes les proves puntuables. Una vegada més, aquell any els tres primers classificats i cinc dels deu primers eren catalans.

## Sistema de puntuació
L'any 2012 entrà en vigor un nou sistema de puntuació en què variaven lleugerament els punts atorgats als classificats del setè al novè lloc de cada prova:
| Posició | 1  | 2  | 3  | 4 | 5 | 6 | 7 | 8 | 9 |
| Punts   | 20 | 15 | 12 | 9 | 6 | 5 | 3 | 2 | 1 |

## Calendari
| Ronda | Data        | Prova   | Lloc        | Guanyador |
| ----- | ----------- | ------- | ----------- | --------- |
| 1     | 13 de gener | França  | Estrasburg  | Toni Bou  |
| 2     | 21 de gener | Suïssa  | Ginebra     | Toni Bou  |
| 3     | 27 de gener | França  | Marsella    | Toni Bou  |
| 4     | 3 de març   | Espanya | Madrid      | Toni Bou  |
| 5     | 10 de març  | Espanya | Palma       | Toni Bou  |
| 6     | 17 de març  | Itàlia  | Milà        | Toni Bou  |
| 7     | 31 de març  | França  | Paris-Bercy | Toni Bou  |

## Classificació final
| Posició | Pilot             | Motocicleta | Punts |
| ------- | ----------------- | ----------- | ----- |
| 1       | Toni Bou          | Montesa HRC | 140   |
| 2       | Albert Cabestany  | Sherco      | 87    |
| 3       | Adam Raga         | Gas Gas     | 84    |
| 4       | Takahisa Fujinami | Montesa HRC | 69    |
| 5       | Jeroni Fajardo    | Beta        | 51    |
| 6       | Loris Gubian      | Gas Gas     | 33    |
| 7       | Michael Brown     | Gas Gas     | 20    |
| 8       | Alfredo Gómez     | Montesa     | 8     |
| 9       | Alexandre Ferrer  | Sherco      | 6     |
| 10      | Pol Tarrés        | JTG         | 5     |
| 11      | Dani Oliveras     | Ossa        | 3     |